# Kościół św. Wawrzyńca w Wielgiem (stary)
Kościół świętego Wawrzyńca – rzymskokatolicki kościół filialny należący do parafii św. Wawrzyńca w Wielgiem (dekanat szpetalski diecezji włocławskiej).
Świątynia została wzniesiona w XVIII wieku.
Budowla jest drewniana, posiada konstrukcję zrębową. Jej prezbiterium jest mniejsze w stosunku do nawy i zamknięte jest trójbocznie. Z boku znajdują się: prostokątna zakrystia oraz kaplica, zamknięta trójbocznie, posiadająca kalenicę niższą  stosunku do nawy. Z przodu jest umieszczona wieża, w górnej części węższa. Jest ona zwieńczona blaszanym dachem hełmowym z latarnią. Świątynię nakrywa dach jednokalenicowy, pokryty blachą, na dachu znajduje się sześciokątna wieżyczka na sygnaturkę. Jest ona zwieńczona blaszanym dachem hełmowym z latarnią. Wnętrze jest nakryte sklepieniem kolebkowym podpartym słupami, przechodzącym z lewej i prawej stony w stropy płaskie. Chór muzyczny jest podparty słupami i posiada balustradę tralkową. Na otynkowanych ścianach jest umieszczona skromna polichromia. Wyposażenie przeniesione zostało do nowego kościoła. Ołtarz główny w stylu barokowym, powstał na przełomie XVIII i XIX wieku.
Na początku 2024 roku rozpoczął się demontaż i przeniesienie budowli do skansenu w miejscowości Bicz.